# Antoine Baumé

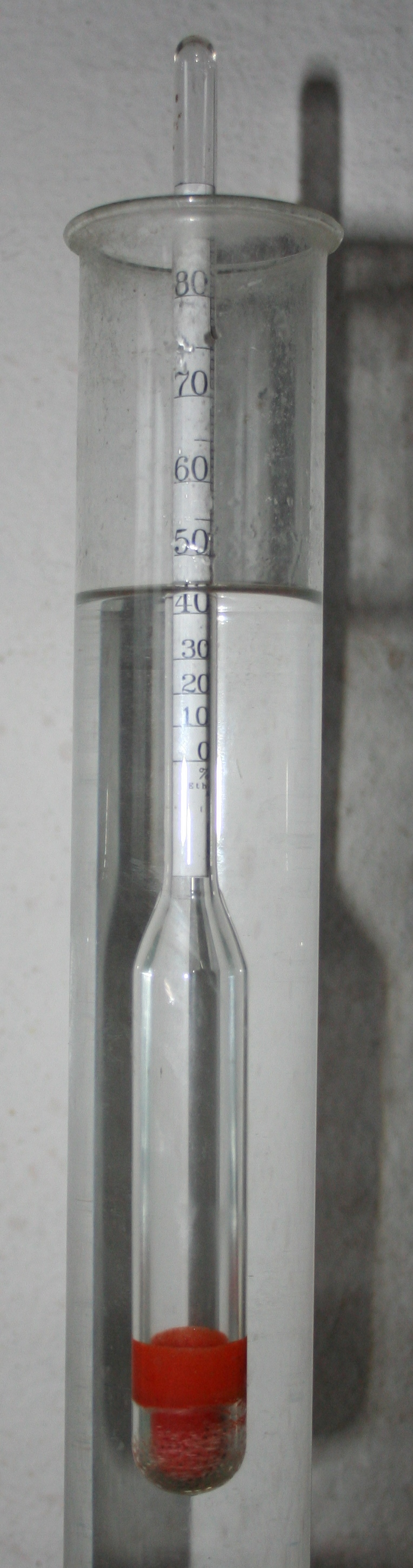
Hustoměr při měření obsahu alkoholu

Antoine Baumé [bómé] (26. února 1728, Senlis – 15. října 1804, Paříž) byl francouzský lékárník, farmakolog a chemik, vynálezce hustoměru. Je po něm pojmenován stupeň Baumé, zkratka Bé.

## Život
Narodil se v rodině hostinského, vyučil se lékárníkem v Compiègne a od roku 1745 pracoval v lékárně C. J. Geoffroy v Paříži. Po mistrovské zkoušce v roce 1752 si otevřel vlastní lékárnu, spolu s Geoffroy otevřel továrnu na amonium a od roku 1761 přednášel na chemicko-farmaceutické škole. V letech 1770-1780 provozoval malou továrnu, kde zkoumal materiál pro výrobu porcelánu a bělení hedvábí. Roku 1773 byl zvolen členem Francouzské akademie věd a roku 1787 členem Collège de Pharmacie.

## Dílo
Roku 1757 Baumé syntetizoval diethylether, roku 1762 izoloval z opia narkotin a od roku 1772 vyráběl kalomel (chlorid rtuťnatý jako lék mj. proti syfilis). Zkoumal působení a vznik kysličníku uhličitého a sirovodíku, analyzoval vodu a methan a popisoval krystalizaci solí.
Jeho jednoduchý hustoměr na principu Archimédova zákona se používal k měření koncentrace kyseliny sírové nebo alkoholu a Baumé zdokonalil i destilační přístroje a lampy. Roku 1762 vydal velmi rozšířenou učebnici farmacie (Éléments de pharmacie théorique et pratique), která vyšla v 5 vydáních a byla přeložena do němčiny.

## Spisy (výběr)
- Eléments de Pharmacie théorique et pratique . Samson, Paris Nouvelle Ed. 1770 Digitalizát, / 3. vyd. 1773 Digitalizát / 4. vyd. 1777 Digitalizát / 5. vyd. 1784 Digitalizát univerzitní knihovny v Düsseldorfu.
- Erläuterte Experimental-Chimie . Band 2 . Fritsch, Leipzig 1775 Digitalizát univerzitní knihovny v Düsseldorfu.

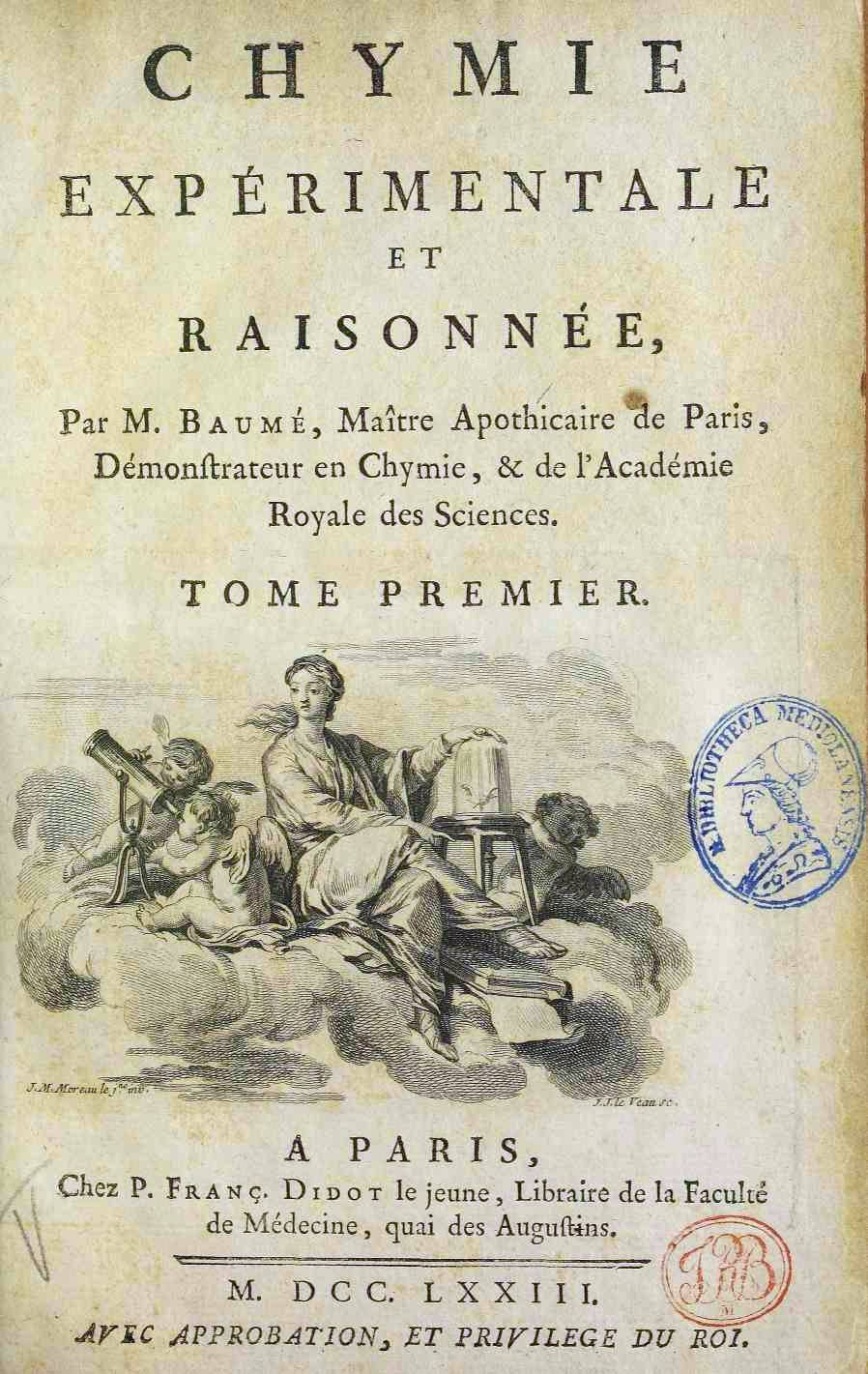
Chymie expérimentale et raisonnée, vol. 1, 1773